# Pène de Millarioux
Pour les articles homonymes, voir Pène.
La pène de Millarioux (en espagnol Peña Castillón) est un sommet des Pyrénées, situé sur la frontière franco-espagnole entre les Hautes-Pyrénées, en région Occitanie, et la province de Huesca dans la communauté d'Aragon, qui culmine à 2 659 ou 2 658 mètres d'altitude dans le massif de Suelza.

## Toponymie
En occitan Pène signifie « falaise abrupte », donc la falaise de Millarioux .

## Géographie
Elle est située entre le département des Hautes-Pyrénées en vallée d'Aure entre la vallée du Rioumajou sur la commune de Saint-Lary-Soulan et la vallée de Chistau en Espagne.

### Topographie
Elle est située au nord du tuquet de Cauarère et au sud du port de Madèra.

### Hydrographie
Le sommet délimite la ligne de partage des eaux entre le bassin de la Garonne côté nord, qui se déverse dans l'Atlantique, et le bassin de l'Èbre, qui coule vers la Méditerranée côté sud.

## Voies d'accès
Côté français on peut y accéder par la vallée du Rioumajou au départ de l'hospice du Rioumajou et côté espagnol par la vallée de Chistau au départ du refuge de Tabarnés.

## Protection environnementale
Le pic fait partie d'une zone naturelle protégée, classée ZNIEFF de type 1 : haute vallée d'Aure en rive droite, de Barroude au col d'Azet.